# Zjores Alfjorov
Zjores Ivanovich Alfjorov (russisk: Жоре́с Ива́нович Алфёров, russisk udtale: [ʐɐˈrɛs ɪˈvanəvʲɪtɕ ɐɫˈfʲɵrəf]; hviderussisk: Жарэс Іва́навіч Алфёраў; 15. marts 1930 - 1. marts 2019 var en sovjetisk og russisk fysiker, der havde stor indflydelse på udviklingen af moderne heterostrukturer i fysik og elektronik. Han modtog den ene halvdel af nobelprisen i fysik i 2000 sammen med Herbert Kroemer "for udviklingen af halvleder-heterostrukturer til brug i højhastigheds- og optoelektronik." Den anden halvdel gik til Jack Kilby.
Han blev politiker senere i sit liv, og sad i underhuset Statsdumaen i Ruslands føderale forsamling som medlem for det kommunistiske parti fra 1995 og frem til sin død.